# Yeni (Sprache)
Die Sprache Yeni ist eine ausgestorbene bantoide Sprache des Kamerun, welche früher um den Berg Djeni im Nyalang-Gebiet gesprochen wurde. 
Die Existenz der Sprache konnte noch im Jahre 1995 festgestellt werden. Einziges verbliebenes Sprachdenkmal war der Text eines Liedes, an welches sich einige Sandani-Sprecher noch erinnern konnten. Ein lexikalischer Vergleich ließ eine Verwandtschaft des Yeni zu den mambiloiden Sprachen Cambap, Njerep und Kasabe erkennen.
Die Sprecher des Yeni gingen zumeist dazu über, die Sprachen, die seit der britisch-französischen Kolonial-Herrschaft Amts- und Unterrichtssprachen des Kamerun sind – namentlich Englisch und Französisch – zu übernehmen.